# Eichigt
Eichigt é um município da Alemanha, situado no distrito de Vogtlandkreis, no estado da Saxônia. Tem 32,72 km² de área, e sua população em 2019 foi estimada em 1.192 habitantes.